# Абду, Абдульрахман
Абдульрахман Мухаммед Абду (араб. عبد الرحمن عبدو‎; род. 1 октября 1972, Доха) — катарский футбольный арбитр. Арбитр ФИФА с 2005 по 2016 год.
Абдульрахман Абду начал свою карьеру в качестве футбольного арбитра в начале 2000-х годов. С 2005 по 2016 год являлся арбитром ФИФА и кроме внутреннего чемпионата Катара, судил и международные матчи. Из международных турниров, Абдульрахман Абду обслуживал матчи Лиги Чемпионов АФК, Кубка АФК отборочных турниров на Кубок Азии и Чемпионат мира. В 2007 и 2011 году судил матчи финальной стадии Кубка Азии. В 2015 году также вошёл в список судей Кубка Азии 2015.

#### Кубок Азии 2007
| Группа С | 14.07.2007 | Малайзия | 0:5 | Узбекистан |

#### Кубок Азии 2011
| Группа С   | 14.01.2011 | Австралия | 1:1 | Южная Корея |
| Группа В   | 17.01.2011 | Иордания  | 2:1 | Сирия       |
| 1/4 финала | 22.01.2011 | Австралия | 1:0 | Ирак        |